# Légion du Cameroun
Ne doit pas être confondu avec Légion des volontaires français ou Légion étrangère.
La légion du Cameroun est une unité paramilitaire des forces françaises libres formée au Cameroun pendant la Seconde Guerre mondiale.

## Historique
Sa création est prévue par le colonel Leclerc dès le lendemain du ralliement du Cameroun à la France libre (27 août 1940). Elle est mise sur pied par le lieutenant Penanhoat le 22 septembre 1940. Elle se développe rapidement et compte deux sections (terme non militaire) à Douala, deux à Yaoundé et une section féminine. Le commandant Lecomte prend le commandement, Penanhoat devenant son adjoint. Une compagnie de fusiliers-voltigeurs, regroupant les éléments les plus combatifs, participe à la campagne du Gabon contre les forces vichystes,.
La légion est dissoute le 1er février 1941 et remplacée par la légion des volontaires du Cameroun, formée de trois sections : combattants, propagande et féminine,.

## Insigne
L'insigne de la Légion est un losange vert avec une croix de Lorraine rouge. Il est réalisé en tissu (dimensions : 100 × 75 mm). Une version métallique est prévue mais non réalisée.

## Personnalités ayant servi à la Légion du Cameroun
Unité de la France libre, la Légion du Cameroun a compté dans ses rangs plusieurs compagnons de la Libération :
- André Dammann
- Philippe Fratacci
- André Gallas